# Pelham Grenville Wodehouse
Pour les articles homonymes, voir Wodehouse.
Pelham Grenville Wodehouse (/ˈwʊd.ˌhaʊs/), né à Guildford, Surrey, le 15 octobre 1881, mort à New York le 14 février 1975, est un auteur humoriste britannique naturalisé citoyen des États-Unis d'Amérique en 1955. Prolifique, il a écrit plus de 90 livres de récits (70 romans et 20 recueils de 200 nouvelles), plus de 100 autres récits en magazines, 400 articles, 19 pièces de théâtre, et 250 chansons pour 33 comédies musicales (pour Jerome Kern, Cole Porter, Ira Gershwin, etc.). Son personnage du valet de chambre Jeeves est devenu internationalement célèbre. Sa série Jeeves and Wooster fut adaptée pour la chaine de télévision ITV en 1990, et a été très bien reçue.

## Biographie

### Jeunesse
Il naît prématurément en 1881 dans le Surrey, où sa mère, née Eleanor Deane, est de passage alors que son père, Henry Ernest Wodehouse (1845-1929), se trouve à Hong-Kong où il travaille dans l'administration coloniale. Grenville Pelham, baptisé du nom de son parrain mais que la famille appelle Plum (prune), passe les deux premières années de sa vie outre-mer avant de quitter ses parents pour vivre en Angleterre avec ses deux frères aînés, Philip Peveril et Ernest Armine, sous la tutelle exigeante d'une demoiselle Roper. En 1886, les enfants sont placés avec leur frère Armine dans une petite école privée de Croydon (Surrey), tenue par deux demoiselles Prince. Pendant les vacances, les enfants font des séjours chez leur grand-mère et rencontrent leurs oncles et tantes qui plus tard serviront de modèles pour des personnages de romans. Lorsque Peveril développe des problèmes pulmonaires, les enfants sont envoyés à Guernesey dont le climat est réputé bénéfique. Ils sont scolarisés à Elizabeth College, petite institution d'une centaine d'élèves. Deux ans plus tard, Plum est inscrit à Malvern House, où il est supposé préparer les examens d'entrée dans la marine. Mais il ne s'y plaît pas et en 1894 son père accepte qu'il rejoigne son frère Armine au collège de Dulwich. Wodehouse entre dans la section classique où il étudie le latin et le grec. En 1896, ses parents, Eleanor et Ernest, accompagnés de leur dernier-né, reviennent s'installer en Angleterre, à Dulwich, et de pensionnaire Wodehouse devient externe, puis redevient pensionnaire lorsque ses parents décident de louer une maison dans le Shropshire. Son frère et lui obtiennent une bourse d'études pour Oxford, mais la famille n'a pas les moyens de payer les frais de scolarité pour deux étudiants et Wodehouse doit renoncer à l'université. Il garde un excellent souvenir de ses années de collège qui deviendront plus tard une source d'inspiration. Il lit beaucoup, pratique la boxe, le cricket et le football, chante dans la chorale de l'école et travaille comme rédacteur en chef du magazine The Alleynian.

« On passe des moments assez agréables à l'école si on est bon dans les sports collectifs. J'ai eu beaucoup de chance. J'ai toujours été très heureux à l'école. Il est de bon ton de se souvenir de son école en disant qu'on l'a détestée, mais j'ai adoré Dulwich. »

### Les débuts littéraires
Grâce aux contacts que son père a gardés, il trouve un emploi dans les bureaux londoniens de la banque de Hong-Kong et de Shanghai, avec un salaire de 80 livres auquel s'ajoute une pension du même montant de son père. Peu fait pour la banque, il se met à écrire des nouvelles et des articles sur les public schools avant de devenir journaliste en 1903. Il collabore au Globe et au Strand. En 1909, il part pour les États-Unis où il s'installe. Il est d'abord critique théâtral, puis auteur de pièces de boulevard et de comédies musicales (en collaboration avec Guy Bolton et Jerome Kern).
En 1914, il fait la connaissance d’Ethel Wayman, qui a une fille de neuf ans, Leonora. Il l'épouse dans le courant de la même année.

### Seconde Guerre mondiale
Wodehouse ne se soucie guère de politique. Quand la Seconde Guerre mondiale éclate en 1939, il reste dans sa villa du Touquet en France, méconnaissant l’ampleur du conflit. Le 21 juillet 1940, il est arrêté par les Allemands et retenu  prisonnier d'abord à la prison de Loos-lès-Lille (Nord, France) puis à la citadelle de Liège (Belgique) et dans le fort de Huy en Belgique en septembre 1940. Il est transféré à Tost en Haute-Silésie, province de l'actuelle Pologne en septembre 1940 et reçoit le matricule 796 [10]. À Tost, il amuse ses compagnons avec des sketches comiques qu'il utilise, une fois sorti du camp, peu avant ses 60 ans en juin 1941, comme base d'une série d'émissions de radio que les Allemands le persuadent de réaliser à Berlin à l'intention des Américains (et non pas des Britanniques).
Au Royaume-Uni, Wodehouse est accusé de collaboration avec les Nazis et même de trahison. Ses livres disparaissent de certaines librairies. Parmi ses rares soutiens figurent Evelyn Waugh et George Orwell qui en 1945 écrit In Defence of P. G. Wodehouse.

### Nationalité américaine
Ulcéré par ces accusations, il part vivre à New York avec sa femme Ethel, en 1947. Sa belle-fille Leonora, sa confidente et conseillère, était morte en mai 1944. Les Wodehouse n'ont pas eu d'autres enfants.
En 1955, il devient citoyen américain et passe le reste de sa vie à Remsenburg, Long Island. Il ne reviendra jamais au Royaume-Uni. Il fut tardivement élevé au grade de Chevalier de l'Empire Britannique en 1975 et mourut peu après, à 93 ans d'une crise cardiaque au Southampton Hospital (Long Island), le 14 février de la même année. Son épouse Ethel est décédée en 1984 à 99 ans.

### Hommage

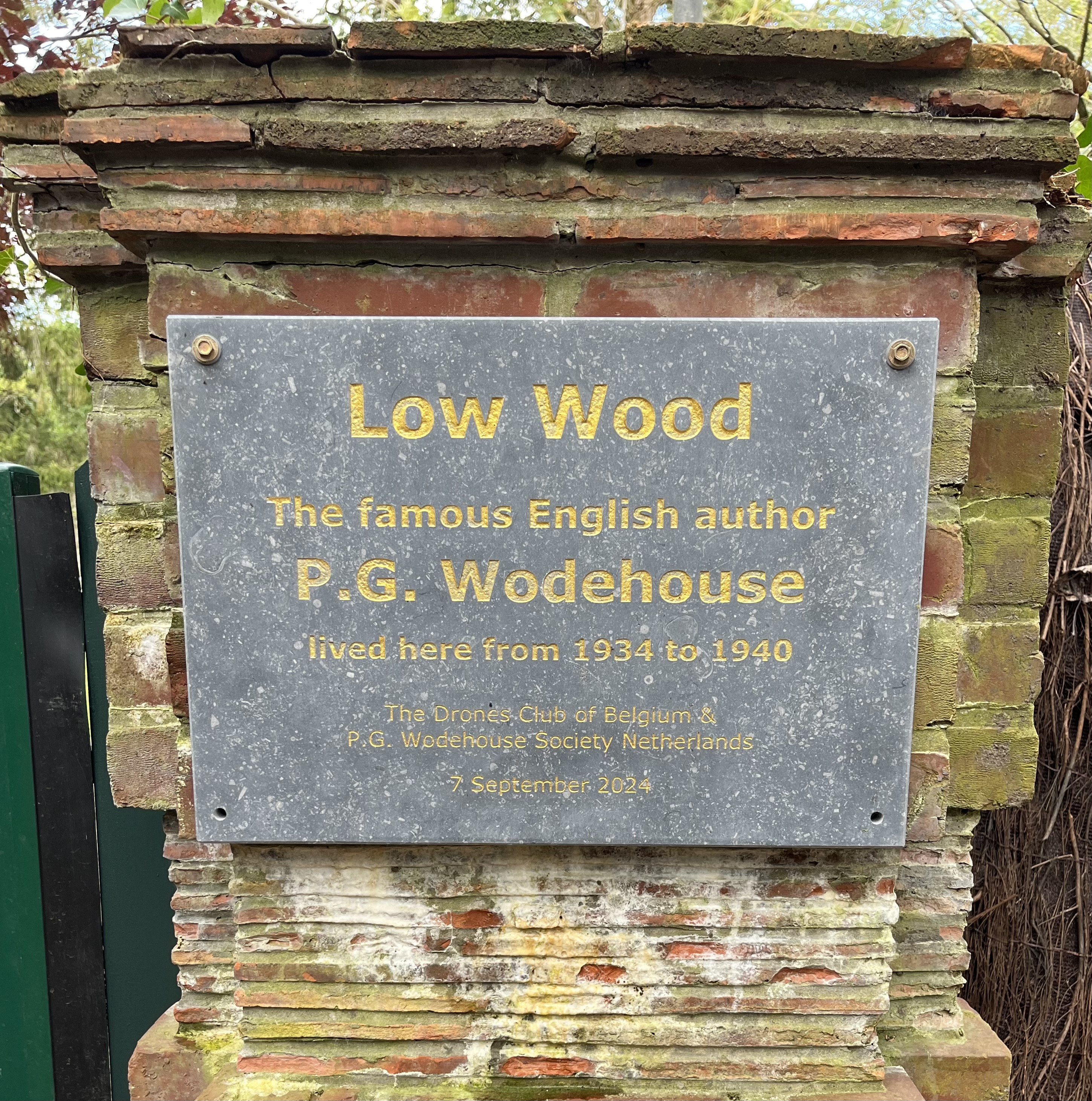

En 2024, en présence du maire du Touquet-Paris-Plage, de membres néerlandais de la « P.G. Wodehouse Society », le propriétaire de la villa Low Wood sise avenue Allen-Stoneham, Philippe Cotrel, ancien maire de la commune, rend hommage à l'écrivain Pelham Grenville Wodehouse en apposant une plaque commémorative sur le pilier du portail de la villa, villa dont Wodehouse est propriétaire de 1935 jusqu'à 1940.

## Œuvre
Prolifique, Wodehouse a écrit plus de 90 livres de récits (70 romans et 20 recueils de 200 nouvelles), plus de 100 autres récits en magazines, 400 articles, 19 pièces de théâtre, et 250 chansons pour 33 comédies musicales (pour Jerome Kern, Cole Porter, Ira Gershwin, etc.).
Parmi ceux-ci, les plus célèbres sont ses romans et nouvelles, pour la plupart situés dans le milieu de la gentry britannique de l'entre-deux-guerres (1918-1940). Ils sont caractérisés en surface par des intrigues emberlificotées et loufoques à la manière du vaudeville et du théâtre de boulevard, mais soutenus en profondeur par des personnages excentriques, des dialogues bondissants, et un humour idiosyncratiquement British. Mêlant l'argot édouardien délicieusement suranné de l'aristocratie à une grammaire impeccable, Wodehouse est aussi un magicien du langage, dont les images sont aussi insolites que drôles.
Bibliographie
La bibliographie partielle ci-dessous reprend les principaux « cycles » (des regroupements devenus habituels d'ouvrages indépendants mais ayant un personnage ou un thème récurrent), avec quelques croisements qui font lister certains ouvrages dans plusieurs cycles. Les titres originaux sont systématiquement donnés dans l'édition parue au Royaume-Uni, même dans les cas où l'ouvrage a paru quelques mois plus tôt aux États-Unis sous un titre différent.
En général, l'indication d'une date de première parution signale un ouvrage ancien non encore réédité (la première vague de traductions des années 1930 et 1940) ; pour ceux réédités sous un nouveau titre, les anciens titres sont consignés dans l'annexe Compilations et raretés.
Depuis le début des années 1980, la majorité des traductions françaises sont publiées en livre de poche dans la collection « Domaine étranger » de 10/18 créée par Jean-Claude Zylberstein, avec de rares  exceptions comme Hello, Plum ! dans la collection « Points » du Seuil, ainsi que depuis les années 2000 des parutions dans la collection « Culte fictions » de La Découverte et la collection « Arcanes » de Losfeld. Depuis 2010  Zylberstein a repris sa collection « Domaine étranger » aux Belles Lettres et il y a publié une douzaine de romans , la plupart inédits de Wodehouse.

### Jeeves et Bertie
Jeeves et Bertie sont aussi connus au Royaume-Uni que Sherlock Holmes et le docteur Watson. Jeeves est le valet de chambre plein de style qui sauve toujours son jeune maître, l'inepte Bertram Wooster (dit « Bertie »), de situations invraisemblables.
Le cycle comporte 36 nouvelles et 11 romans :
| Année | Ouvrage original              | Ouvrage traduit                      | Notes                             |
| ----- | ----------------------------- | ------------------------------------ | --------------------------------- |
| 1917  | in The Man With Two Left Feet |                                      | 1 nouvelle sur 13                 |
| 1919  | in My Man Jeeves              | in Mon valet de chambre              | 1 nouvelle sur 8, traduit en 1947 |
| 1923  | The Inimitable Jeeves         | L'Inimitable Jeeves                  | 11 nouvelles sur 11               |
| 1925  | Carry on, Jeeves              | Allez-y, Jeeves                      | 10 nouvelles sur 10               |
| 1930  | Very Good, Jeeves             | Very good, Jeeves                    | 11 nouvelles sur 11               |
| 1934  | Thank You, Jeeves             | Merci, Jeeves                        | roman                             |
| 1934  | Right Ho, Jeeves              | Ça va, Jeeves ?                      | roman                             |
| 1938  | The Code of the Woosters      | Bonjour, Jeeves                      | roman                             |
| 1946  | Joy in the Morning            | Jeeves, au secours !                 | roman                             |
| 1949  | The Mating Season             | Jeeves et la Saison des amours       | roman                             |
| 1953  | Ring for Jeeves               | Sonnez donc Jeeves !                 | roman                             |
| 1954  | Jeeves and the Feudal Spirit  | Toujours prêt, Jeeves ?              | roman                             |
| 1959  | in A Few Quick Ones           |                                      | 1 nouvelle sur 10                 |
| 1960  | Jeeves in the Offing          | Jeeves dans la coulisse              | roman                             |
| 1963  | Stiff Upper Lip, Jeeves       | Gardez le sourire, Jeeves !          | roman                             |
| 1966  | in Plum Pie                   |                                      | 1 nouvelle sur 9                  |
| 1971  | Much Obliged, Jeeves          | Jeeves fait campagne                 | roman                             |
| 1974  | Aunts Aren't Gentlemen        | Pas de pitié pour les neveux, Jeeves | roman                             |

### Blandings Castle et lord Emsworth
Blandings Castle, dans le comté rural du Shropshire, est le théâtre des aventures aristocratiquement champêtres de lord Emsworth, un débonnaire seigneur campagnard, de son adoré cochon de concours, l'Impératrice de Blandings, de sa tyrannique sœur Connie, et de son imprévisible frère Galahad.
Le cycle (qui recoupe une fois celui de Psmith, et deux fois celui d'Oncle Fred) comporte 11 romans et 9 nouvelles :
| Année | Ouvrage original                | Ouvrage traduit                       | Notes                                     |
| ----- | ------------------------------- | ------------------------------------- | ----------------------------------------- |
| 1915  | Something Fresh                 | Bienvenue à Blandings                 | roman                                     |
| 1923  | Leave It to Psmith              | Tous cambrioleurs                     | roman                                     |
| 1929  | Summer Lightning                |                                       | roman                                     |
| 1933  | Heavy Weather                   |                                       | roman                                     |
| 1935  | in Blandings Castle             | (6 in La citrouille a besoin de vous) | 6 nouvelles sur 12, de 1926 à 1931        |
| 1937  | in Lord Emsworth and Others     | (1 in La citrouille a besoin de vous) | 1 nouvelle sur 9, de 1936                 |
| 1939  | Uncle Fred in the Springtime    | Bravo, oncle Fred !                   | roman                                     |
| 1947  | Full Moon                       | Pleine lune à Blandings               | roman                                     |
| 1950  | in Nothing Serious              | (1 in La citrouille a besoin de vous) | 1 nouvelle sur 10, de 1950                |
| 1952  | Pigs Have Wings                 | Le Plus Beau Cochon du monde          | roman                                     |
| 1961  | Service With a Smile            | Avec le sourire                       | roman                                     |
| 1965  | Galahad at Blandings            | Oncle Galahad au château de Blandings | roman                                     |
| 1966  | in Plum Pie                     | (1 in La citrouille a besoin de vous) | 1 nouvelle sur 9, de 1966                 |
| 1969  | A Pelican at Blandings          | Un pélican à Blandings                | roman                                     |
| 1977  | Sunset at Blandings             | Un cochon au clair de lune            | roman, achevé par Usborne                 |
| 1992  | Lord Emsworth Acts For the Best | La citrouille a besoin de vous        | les 9 nouvelles « Blandings » rassemblées |

### Oncle Fred et Pongo
Le sémillant comte Ickenham, Oncle Fred pour son neveu benêt Pongo Twistleton, est un charmant importun qui aime s'inviter sous de fausses identités pour arranger les affaires de cœur et d'argent des autres, et qui y parvient après de catastrophiques péripéties durant lesquelles son flegme n'égale que son aplomb à mentir.
Le cycle (qui recoupe deux fois celui de Blandings, et recoupe celui de Bertie et Jeeves au sens où Pongo Twistleton est un ami de Bertie qui apparaît quelquefois dans ses aventures) comporte 1 nouvelle (qui relate les fameux incidents de la course de lévriers et du perroquet) et 4 romans (qui font toujours allusion en passant à ces incidents) :
| Année | Ouvrage original             | Ouvrage traduit               | Notes             |
| ----- | ---------------------------- | ----------------------------- | ----------------- |
| 1936  | in Young Men in Spats        | in Baronnets et Bars honnêtes | 1 nouvelle sur 11 |
| 1939  | Uncle Fred in the Springtime | Bravo, Oncle Fred !           | roman             |
| 1948  | Uncle Dynamite               | Oncle Dynamite                | roman             |
| 1958  | Cocktail Time                | Cocktail Time                 | roman             |
| 1961  | Service With a Smile         | Avec le sourire               | roman             |

### Mr. Mulliner et sa famille
Mister Mulliner (alias Monsieur Mulliner) est un intarissable pilier de bar. À l'instar du Doyen des histoires de golf, il peut détourner n'importe quelle conversation pour raconter une histoire rocambolesque ou extravagante, toujours censément arrivée à un quelconque membre de son immense famille.
Ce cycle de 42 nouvelles s'étale sur 10 recueils — 3 recueils complets à son nom, 6 recueils partiels (qui recoupent parfois le cycle du Drones Club, ou comportent aussi des nouvelles indépendantes des cycles de Blandings, Oncle Fred, Jeeves, le Doyen, ou Ukridge), et 1 omnibus (qui les reprend toutes plus deux inédites) — :
| Année | Ouvrage original             | Ouvrage traduit               | Notes                              |
| ----- | ---------------------------- | ----------------------------- | ---------------------------------- |
| 1927  | Meet Mr Mulliner             | Monsieur Mulliner             | 9 nouvelles sur 9, traduit en 1936 |
| 1929  | Mr Mulliner Speaking         | Mr. Mulliner raconte          | 9 nouvelles sur 9                  |
| 1933  | Mulliner Nights              |                               | 9 nouvelles sur 9                  |
| 1935  | in Blandings Castle          |                               | 5 nouvelles sur 12                 |
| 1936  | in Young Men in Spats        | in Baronnets et Bars honnêtes | 3 nouvelles sur 11                 |
| 1937  | in Lord Emsworth and Others  |                               | 1 nouvelle sur 9                   |
| 1940  | in Eggs, Beans, and Crumpets |                               | 1 nouvelle sur 9                   |
| 1959  | in A Few Quick Ones          |                               | 2 nouvelles sur 10                 |
| 1966  | in Plum Pie                  |                               | 1 nouvelle sur 9                   |
| 1972  | The World of Mr Mulliner     |                               | 2 inédites plus les 40 autres      |

### Histoires de golf et du Doyen
Le golf, à l'instar du cricket, et de la boxe, était l'un des sports préférés de Wodehouse. Il y met en scène des golfeurs maladroits ou champions que le golf plonge dans des histoires rocambolesques mais sort toujours finalement du pétrin.
La majorité de ces histoires (24 sur 32) sont racontées par le personnage anonyme du Doyen (the Oldest Member), qui ne joue plus au golf mais hante le club-house avec la solide habitude, à l'instar de Mr. Mulliner, de s'injecter dans la conversation des autres pour narrer une de ses histoires.
Ce cycle de 32 nouvelles s'étale sur huit recueils — 6 recueils partiels (qui comportent parfois aussi des nouvelles indépendantes des cycles de Mr. Mulliner, de Jeeves, ou de Blandings) et 2 recueils complets : 
| Année | Ouvrage original            | Ouvrage traduit            | Notes                                |
| ----- | --------------------------- | -------------------------- | ------------------------------------ |
| 1914  | in The Man Upstairs         |                            | 1 nouvelle sur 19                    |
| 1922  | The Clicking of Cuthbert    | Le Doyen du club-house     | 10 nouvelles sur 10, dont 9 du Doyen |
| 1926  | The Heart of a Goof         | Courtes histoires de green | 9 nouvelles sur 9, toutes 9 du Doyen |
| 1929  | in Mr Mulliner Speaking     | in Mr. Mulliner raconte    | 1 nouvelle sur 9                     |
| 1937  | in Lord Emsworth and Others |                            | 3 nouvelles sur 9                    |
| 1950  | in Nothing Serious          |                            | 5 nouvelles sur 10, les 5 du Doyen   |
| 1959  | in A Few Quick Ones         |                            | 2 nouvelles sur 10, dont 1 du Doyen  |
| 1966  | in Plum Pie                 |                            | 1 nouvelle sur 9                     |

### Autres cycles et récits
Il existe beaucoup d'autres ouvrages, faisant partie de cycles moins connus (le Drones Club et ses membres, Psmith et Mike, écoles et écoliers, Ukridge et ses amis) ou indépendants. Parmi eux ont été traduits :
| Année | Ouvrage original        | Ouvrage traduit              | Notes                                   | |
| ----- | ----------------------- | ---------------------------- | --------------------------------------- | --- |
| 1906  | Love Among the Chickens | Une affaire étourdissante    | roman, réécrit en 1921, traduit en 1931 | |
| 1910  | A Gentleman of Leisure  | Un amour de monte-en-l'air   | roman                                   | |
| 1913  | The Little Nugget       | Le Petit Trésor              | roman                                   | |
| 1917  | Uneasy Money            | Une pluie de dollars         | roman                                   | |
| 1918  | Piccadilly Jim          | Piccadilly Jim               | roman                                   | |
| 1921  | Indiscretions of Archie | Gendre et martyr             | roman, traduit en 1932                  | |
| 1922  | The Girl on the Boat    | Les Caprices de Miss Bennett | roman, traduit en 1934                  | |
| 1922  | The Adventures of Sally | Sally entre en scène         | roman                                   | |
| 1924  | Bill the Conqueror      | Bill le Conquérant           | roman                                   | trad.fr. Anne-Marie Bouloch, Paris, Les Belles Lettres, coll. "Domaine étranger", 411 p., 2022 (ISBN 978-2251453194) |
| 1927  | The Small Bachelor      | La Petite Garçonnière        | roman                                   | |
| 1931  | Big Money               | Big-Money                    | roman                                   | |
| 1931  | If I Were You           | Si j’étais vous              | roman                                   | |
| 1932  | Hot Water               | Sous pression                | roman                                   | |
| 1935  | The Luck of the Bodkins | La chance des Bodkin         | roman                                   | |
| 1936  | Laughing Gas            | Au pays du fou rire          | roman                                   | |
| 1938  | Summer Moonshine        | Éclair de chaleur            | roman                                   | |
| 1946  | Money in the Bank       | Valeurs en coffre            | roman                                   | |
| 1951  | The Old Reliable        | Hollywood Follies            | roman                                   | |
| 1957  | Over Seventy            | Hello, Plum !                | autobiographie humoristique             | trad.fr. Béatrice Vierne, Paris, Les Belles Lettres, coll. "Domaine étranger", 264 p., 2023 (ISBN 978-2251454436)    |

### Compilations et raretés
En plus ou en parallèle des traductions complètes des ouvrages originaux :
Compilations et extraits
- Jeeves, occupez-vous de ça ! (éd. Pocket/Langues pour tous) reprend 2 nouvelles en bilingue : 1) Jeeves Takes Charge (trad. fr. : Jeeves, occupez-vous de ça ! ; première nouvelle avec Jeeves, tirée d'Allez-y, Jeeves) ; 2) Uncle Fred Flits By (trad. fr. : L'Escapade de l'oncle Fred, première nouvelle d'Oncle Fred, tirée de Baronnets et Bars honnêtes).
- Webster le chat (éd. Losfeld/Arcanes) - la nouvelle The Story of Webster (traduite du recueil Mulliner Nights)

Omnibus et coffrets
- Les Inédits de Jeeves (coffret 3 volumes, éd. La Découverte/Culte fictions) - reprend 3 romans : Sonnez donc Jeeves ! ; Toujours prêt, Jeeves ? ; Jeeves fait campagne.
- Jeeves (éd. Omnibus) - reprend 2 recueils de nouvelles et 6 romans : L'Inimitable Jeeves ; Allez-y, Jeeves ; Merci, Jeeves ; Ça va, Jeeves ? ; Bonjour, Jeeves ; Jeeves, au secours ! ; Jeeves dans la coulisse ; Pas de pitié pour les neveux, Jeeves.
- Oncle Fred et Cie (éd. Omnibus) - reprend 2 recueils de nouvelles et 4 romans : Mr. Mulliner raconte ; Baronnets et Bars honnêtes ; Tous cambrioleurs ; Bravo, oncle Fred ; Oncle Dynamite ; Le Plus Beau Cochon du monde.
- Pas de pitié pour les oncles (éd. Hors Collection) - reprend 2 romans : Bravo, oncle Fred ! ; Oncle Dynamite.

Anciennes éditions et versions
- J'ai trois amoureux (1937) devenu Sally entre en scène (1997)
- Jim l'excentrique (1938) devenu Piccadilly Jim (1998)
- Monsieur est servi (1934) devenu Allez-y, Jeeves (1990)
- Oncle Galahad (1991) devenu Oncle Galahad au château de Blandings (199?)
- S.O.S. Jeeves (1954) devenu Bonjour, Jeeves (1982)
- La Petite Garçonnière (1957)
- Un riche filon (1935) devenu Big-Money (2004)

(Les dates ne sont pas forcément la première parution, mais la plus ancienne constatée.)

## Adaptations
Au regard de son succès, l'œuvre de l'auteur a fait l'objet de peu d'adaptations. Wodehouse était réticent quant aux adaptations par d'autres personnes que lui.

« Le grand avantage avec un homme comme Jeeves, est que sa simple personnalité empêche de vendre son âme d'artiste. Ces dernières années, j'ai reçu pour lui  des offres lucratives de la part de directeurs de salles de cinéma, de magnats du cinéma, de propriétaires d'un ou de deux produits largement annoncés, et même du rédacteur en chef du supplément comique d'un journal américain, qui le voulait pour une « bande dessinée ». Mais, si tentantes que fussent les propositions, la toux désapprobatrice de Jeeves et son murmure « Je ne le recommanderais guère, monsieur », suffisaient pour me remettre dans de meilleures dispositions. Jeeves connaît sa place, et c'est entre les couvertures d'un livre. (Préface de Wodehouse à la compilation The World of Jeeves, 1967) »

« One great advantage in being a historian to a man like Jeeves is that his mere personality prevents one selling one's artistic soul for gold. In recent years I have had lucrative offers for his services from theatrical managers, motion-picture magnates, the proprietors of one or two widely advertised commodities, and even the editor of the comic supplement of an American newspaper, who wanted him for a “comic strip”. But, tempting though the terms were, it only needed Jeeves deprecating cough and his murmured “I would scarcely advocate it, sir,” to put the jack under my better nature. Jeeves knows his place, and it is between the covers of a book. »
— Pelham Grenville Wodehouse, The World of Jeeves, 1967
Travailler à ses propres adaptations ne l'enchantait guère. Il fut employé par la MGM en 1930 mais peu utilisé : « Ils me payaient 2 000$ par semaine… Et ils semblaient avoir les plus grandes difficultés à me faire faire autre chose. » Il retourna à la MGM en 1937 pour travailler au scénario de Rosalie, mais même si on lui attribuait à présent 2 500 $ par semaine et une villa luxueuse d'Hollywood, il déclara : « Je n'aime pas tellement cette vie. Je n'aime pas faire des films. »
Il fit malgré tout équipe avec Ian Hay, qui avait adapté Une demoiselle en détresse pour la scène en 1928, avec ses propres fonds et ceux de Wodehouse et A. A. Milne. Ils partirent ensemble en vacances en Écosse, se trouvant « un tas d'intérêts communs ». Wodehouse aida son ami à adapter l'histoire de Baa Baa Black Sheep en 1929, puis ils cosignèrent la version pour la scène de Leave it to Psmith l'année suivante.
- 1936 : Piccadilly Jim fut une première fois adapté pour l'écran par Robert Z. Leonard, avec Robert Montgomery. En 2004, Julian Fellowes en fit une nouvelle version, avec l'acteur Sam Rockwell, sans rencontrer le succès.
- 1936 : Le personnage de Jeeves fut adapté au cinéma dans une comédie de Arthur Greville Collins intitulée Thank you, Jeeves avec Arthur Treacher et David Niven.
- 1937 : Wodehouse participa au scénario du film musical Une demoiselle en détresse sorti en 1937, avec Fred Astaire, George Burns, Gracie Allen, et Joan Fontaine, avec des paroles et des musiques de George et Ira Gershwin.
- 1962 : Adaptation de The Girl on the Boat[19] avec Norman Wisdom, Millicent Martin et Richard Briers.
- Entre 1965 et 1967, la BBC réalisa une série télévisée intitulée The World of Wooster, avec Ian Carmichael et Dennis Price adaptant les aventures de Jeeves et Bertie Wooster. Elle fut suivie par la série The World of Wodehouse (BBC, 1967-68), qui adaptait The Blandings Castle stories.
- En 1975, Andrew Lloyd Webber produisit la comédie musicale, originellement appelée Jeeves. En 1996, celle-ci est ré-écrite avec un plus grand succès sous le titre By Jeeves, produite à Broadway.
- Entre 1990 et 1993, une série télévisée intitulée Jeeves and Wooster a été tirée du cycle Jeeves, avec  Hugh Laurie dans le rôle de Bertram Wooster et Stephen Fry dans celui de Jeeves.